# Jung (Ulsan)
Jung es el distrito central de Ulsan, Corea del Sur. Su nombre significa literalmente "sala central". La mayor parte de la población vive entre la frontera meridional del río Taehwa y la carretera de circunvalación. El actual jefe del distrito es Jo Yong-su (Hangul: 조용수) (2007).

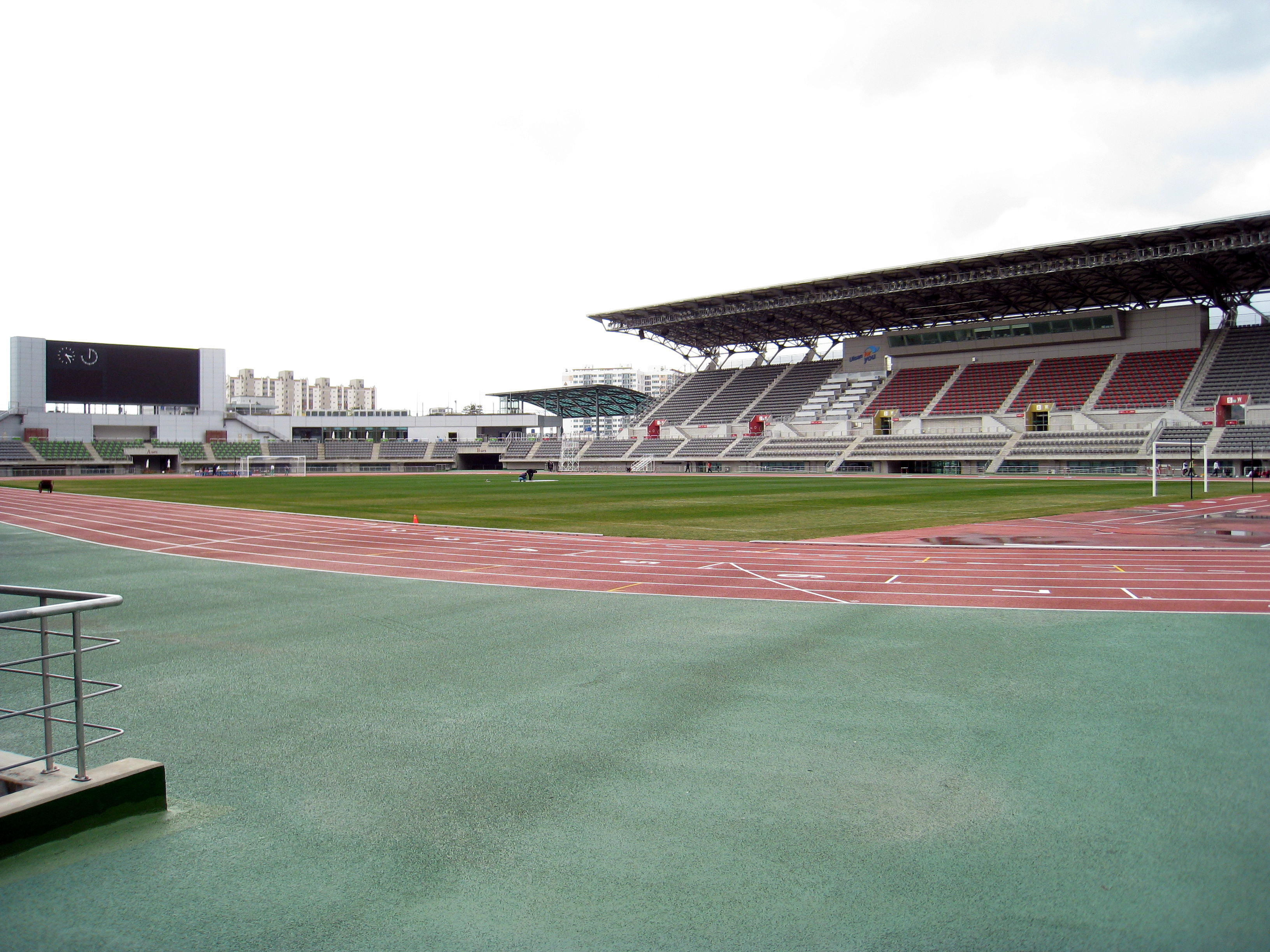
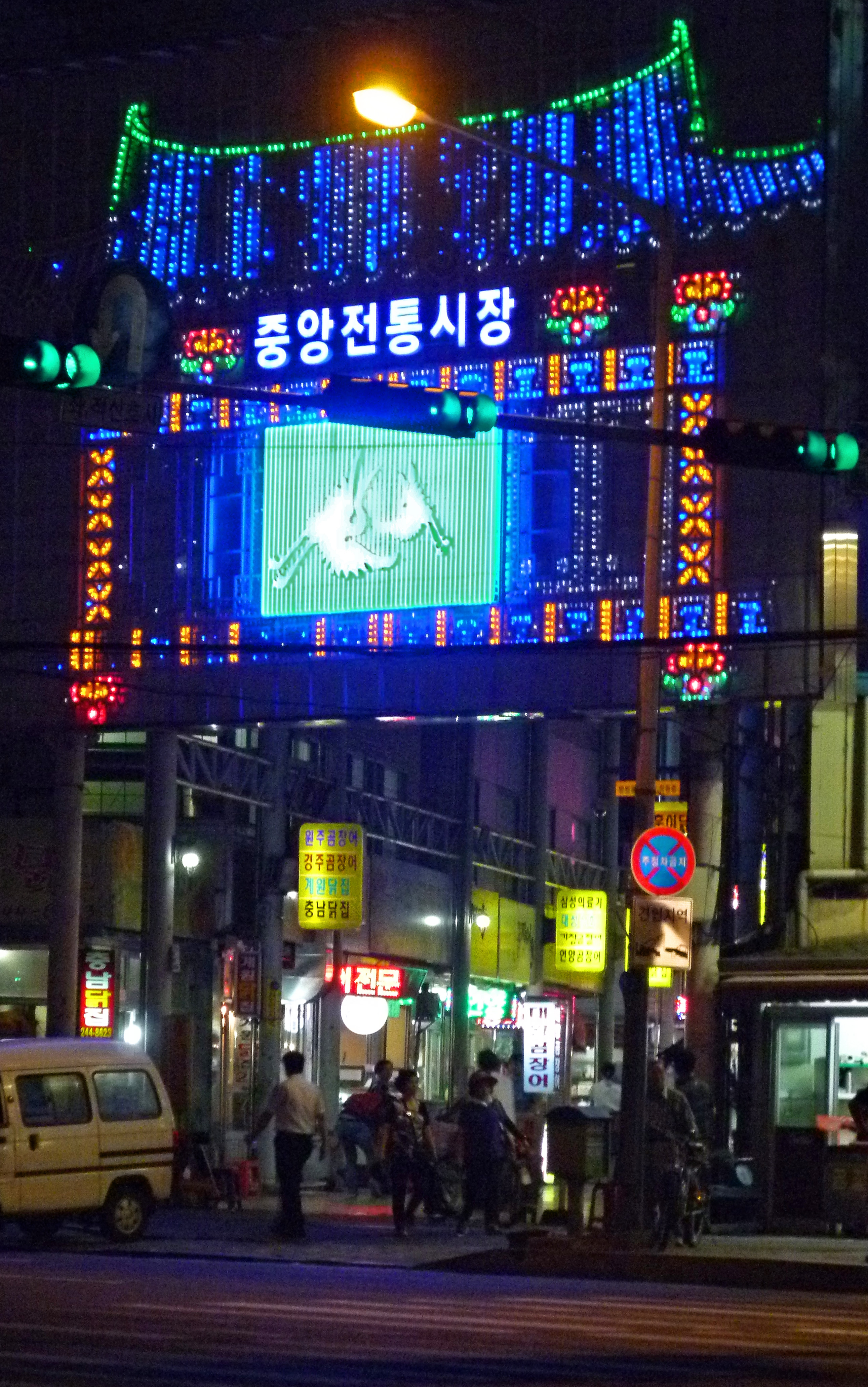

234.875 personas viven en Ulsan Jung-gu. 120.077 de ellos son varones coreanos, 114.349 son mujeres coreanas, 153 son varones y 296 extranjeros son mujeres extranjeras (30 de abril de 2003). En sólo un "dong" (división más pequeña), a saber Okgyo-dong, qué las mujeres superan a los hombres. Más detalles se pueden encontrar en la sección de las divisiones administrativas.
Centro de la ciudad de Ulsan es generalmente considerado como el Seongnam-dong, en el centro de Jung-gu. También en Jung-gu son Hyanggyo (Hangul: 향교), la antigua Academia de Confucio, Byeongyeongseong (Hangul: 병영성), una antigua fortaleza de la colina de la que muy poco queda hoy en día, y una antigua estupa en la cima de la colina conocida como Hakseong Park (Hangul: 학성 공원). Esta estupa es el único en Corea del Sur para tener las figuras orientales del zodiaco tallados alrededor de su base.